# Jung Jae-il
Jung Jae-il (정재일?, Jeong Jae-ilLR, Chŏng ChaeilMR; Seul, 7 maggio 1982) è un compositore sudcoreano di colonne sonore per cinema e televisione, meglio noto per le musiche del film premio Oscar Parasite e della serie televisiva di  Netflix Squid Game.

## Colonne sonore (parziale)

### Cinema
- Nappeun yeonghwa, regia di Jang Sun-woo (1997)
- Ssa-um, regia di Han Ji-seung (2007)
- Okja, regia di Bong Joon-ho (2017)
- Parasite (Gisaengchung), regia di Bong Joon-ho (2019)
- Le buone stelle - Broker (Beurokeo), regia di Hirokazu Kore'eda (2022)
- Mickey 17, regia di Bong Joon-ho (2025)

### Televisione
- Squid Game (Ojing-eo geim) – serie TV, 9 episodi (2021)